# Anton Trstenjak (zgodovinar)
Anton Trstenjak, slovenski gledališki zgodovinar in organizator, etnograf, pisatelj, * 10. maj 1853, Krčevina, † 17. december 1917, Ljubljana.

## Biografija
Rodil se je 10. maja 1853 na Krčevini (župnija Miklavž pri Ormožu) sodarju in vinogradniku Ivanu ter gospodinji Ani Trstenjak rojeni Zidarić (doma iz Hrvaškega Zagorja). Imela sta sedem otrok, šest sinov in hčer; razen drugorojenca Ivana, ki je ostal doma, so se vsi sinovi šolali v Varaždinu. Posebno zanimanje je posvetil svojim bližnjim rojakom, prekmurskim Slovencem. Prepotoval je vse vasi v Slovenski krajini (Prekmurje in Porabje) na Ogrskem, opazoval življenje in navade, zbiral knjige in gradivo za opis ljudske posebnosti.